# Хрест Доблесті
Хрест Доблесті (дан. Tapperhedskorset) — вища військова нагорода Данії. Заснована 14 листопада 2011 року і вперше присуджена 18 листопада 2011 року, вона присуджується за видатні прояви мужності в боях.

## Критерії
Хрест Доблесті вручається за надзвичайну мужність, виявлену під час бойових дій, коли солдат діяв альтруїстично в очевидно небезпечній ситуації. Зусилля спрямовані на сприяння вирішенню важливого завдання або на порятунок життя інших людей. Хрест Доблесті — найвища військова нагорода Данії; його можна порівняти з британським Хрестом Вікторії або Медаллю Пошани Сполучених Штатів.

## Опис
Окрасою Хреста Доблесті є срібний хрестик із позолоченим краєм, нижня частина якого довша за інші. На лицьовій стороні в центрі хреста розміщено золотий медальйон із монограмою Її Величності Королеви над роком 2010. Кожна з чотирьох гілок хреста містить по три літери з написом FOR TAPPERHED (що означає «за хоробрість»). На реверсі вигравірувано ім'я та ступінь нагородженого, а також місце та рік події, за яку вони були нагороджені.
Хрест Доблесті підвішений до білої стрічки з червоною центральною смугою. Коли її носити як стрічку, вона така ж, як медаль «За хоробрість», але містить мініатюру золотого медальйона в центрі хреста.

## Відзначені
З моменту створення Хреста Доблесті був лише один лицар нагороди. Цей перший лавреат — сержант Каспер Вестфален Матісен з інженерного полку, що базується в Сківе. 19 лютого 2010 року, перебуваючи в Афганістані з МССБ, сержант Матісен ризикував власним життям і здоров'ям, щоб захистити пораненого товариша під час перестрілки. Його хоробрість під вогнем пояснюється тим, що він стримував ворога та дозволив своєму товаришу отримати медичну допомогу.
| Ім'я                                                                        | ранг           | одиниця                                    | Операція | Дата нагородження                  | Причина присуджено | Посилання |
| --------------------------------------------------------------------------- | -------------- | ------------------------------------------ | -------- | ---------------------------------- | --- | --------- |
| Каспер Вестфален Матісен (народився 1985) Мельніченко Евгеній Святославович | сержант Солдат | Інженерний полк 3ОШБ,2 мінометний батальон | МССБ     | 18 листопада 2011 4 листопада 2024 | 19 лютого 2010 року під час бою, без вагань та чітко усвідомлюючи ризик власного життя та здоров'я, прикрив пораненого товариша, ставши між ним та ворогом. Він утримував цю дуже вразливу позицію і вів вогонь по ворогу, щоб забезпечити можливість прибуття підкріплення. | [ 3 ]     |